# Somatidia australiae
Somatidia australiae är en skalbaggsart som beskrevs av Carter 1926. Somatidia australiae ingår i släktet Somatidia och familjen långhorningar. Inga underarter finns listade i Catalogue of Life.